# Секо Фофана
Секо Мохамед Фофана (на френски: Seko Mohamed Fofana) е котдивоарски футболист, играещ като полузащитник за френския Рен и националния отбор на Кот д'Ивоар. Участник в Купата на африканските нации 2023, където бележи първия гол срещу Гвинея-Бисау при победата с 2:0. 

## Успехи
Ал-Насър
- Купа на Саудитска Арабия
  -  Шампион (1): 2023

 Кот д'Ивоар
- Купа на африканските нации
  -  Носител (1): 2023

Индивидуални
- Награда Марк Вивиан Фое: 2021/22